# Osiek (gromada w powiecie starogardzkim)
Osiek – dawna gromada, czyli najmniejsza jednostka podziału terytorialnego Polskiej Rzeczypospolitej Ludowej w latach 1954–1972.
Gromady, z gromadzkimi radami narodowymi (GRN) jako organami władzy najniższego stopnia na wsi, funkcjonowały od reformy reorganizującej administrację wiejską przeprowadzonej jesienią 1954 do momentu ich zniesienia z dniem 1 stycznia 1973, tym samym wypierając organizację gminną w latach 1954–1972.
Gromadę Osiek z siedzibą GRN w Osieku utworzono – jako jedną z 8759 gromad na obszarze Polski – w powiecie starogardzkim w woj. gdańskim na mocy uchwały nr 23/III/54 WRN w Gdańsku z dnia 5 października 1954. W skład jednostki weszły obszary dotychczasowych gromad Osiek, Wycinki, Markocin i Karszanek, ponadto miejscowości Radogoszcz, Trzebiechowo i Dębiagóra z dotychczasowej gromady Radogoszcz oraz miejscowości Wierzbiny i Karcznia z dotychczasowej gromady Skorzenno – ze zniesionej gminy Osiek, a także obszar lasu o powierzchni 423,14 ha (graniczącego z miastem Skórcz i osadą Zajączek) z dotychczasowej gromady Wielki Bukowiec ze zniesionej gminy Skórcz w tymże powiecie. Dla gromady ustalono 23 członków gromadzkiej rady narodowej.
1 stycznia 1959 do gromady Osiek  włączono obszar zniesionej gromady Udzierz w tymże powiecie.
1 stycznia 1962 do gromady Osiek włączono miejscowości Kasparus, Skórzenno, Suchobrzeźnica, Żorawki, Gęby, Skrzynia, Pieczysko, Błędno, Łuby i Szlaga ze zniesionej gromady Kasparus w tymże powiecie.
Gromada przetrwała do końca 1972 roku, czyli do kolejnej reformy gminnej. 1 stycznia 1973 w powiecie starogardzkim w woj. gdańskim reaktywowano zniesioną w 1954 roku gminę Osiek (od 1999 w woj. pomorskim).